# Tiamastus gallardoi
Tiamastus gallardoi är en loppart som beskrevs av Beaucournu et Kelt 1990. Tiamastus gallardoi ingår i släktet Tiamastus och familjen Rhopalopsyllidae. Inga underarter finns listade i Catalogue of Life.